# Xi Hércules
Xi Hércules es una estrella solitaria situada dentro de la constelación septentrional de Hércules. La estrella es visible a simple vista con una magnitud visual aparente de 3,70. Basado en un desplazamiento anual de paralaje de 23,84 m s. n. m. visto desde la Tierra, se encuentra a 137 años luz del Sol. A esa distancia, la magnitud visual de la estrella se ve disminuida por un factor de extinción de 0,05 debido al polvo interestelar. Es un miembro sospechoso de la corriente sirius de estrellas co-móviles.
Se trata de una estrella gigante evolucionada de tipo G con una clasificación estelar de G8 III. Es una estrella roja, lo que significa que está en la rama horizontal y generando energía a través de la fusión termonuclear de hidrógeno en su núcleo. La estrella emite rayos X con una luminosidad de 3,03×1030 erg s−1 en la banda de 0,3-10 keV. Tiene el doble de masa que el Sol pero, a la edad de dos mil millones y medio de años, se ha expandido a 10 veces el radio del Sol. La estrella irradia 51 veces la luminosidad solar desde su fotosfera a una temperatura efectiva de 4.966 K.

## Nombre chino
En el libro de R.H.Allen, esta estrella, junto con ν Her y 99 Herculis (b Herculis) representan el estado de Zhongshan (o Chung Shan' "la Montaña Media"), pero en la literatura china, esos nombres se aplican a ο Her.